# Rue Pierre-Bayle
La rue Pierre-Bayle est une voie du 20e arrondissement de Paris, en France.

## Situation et accès
La rue Pierre-Bayle est une voie publique située dans le 20e arrondissement de Paris. Elle débute au 212, boulevard de Charonne et se termine rue du Repos.

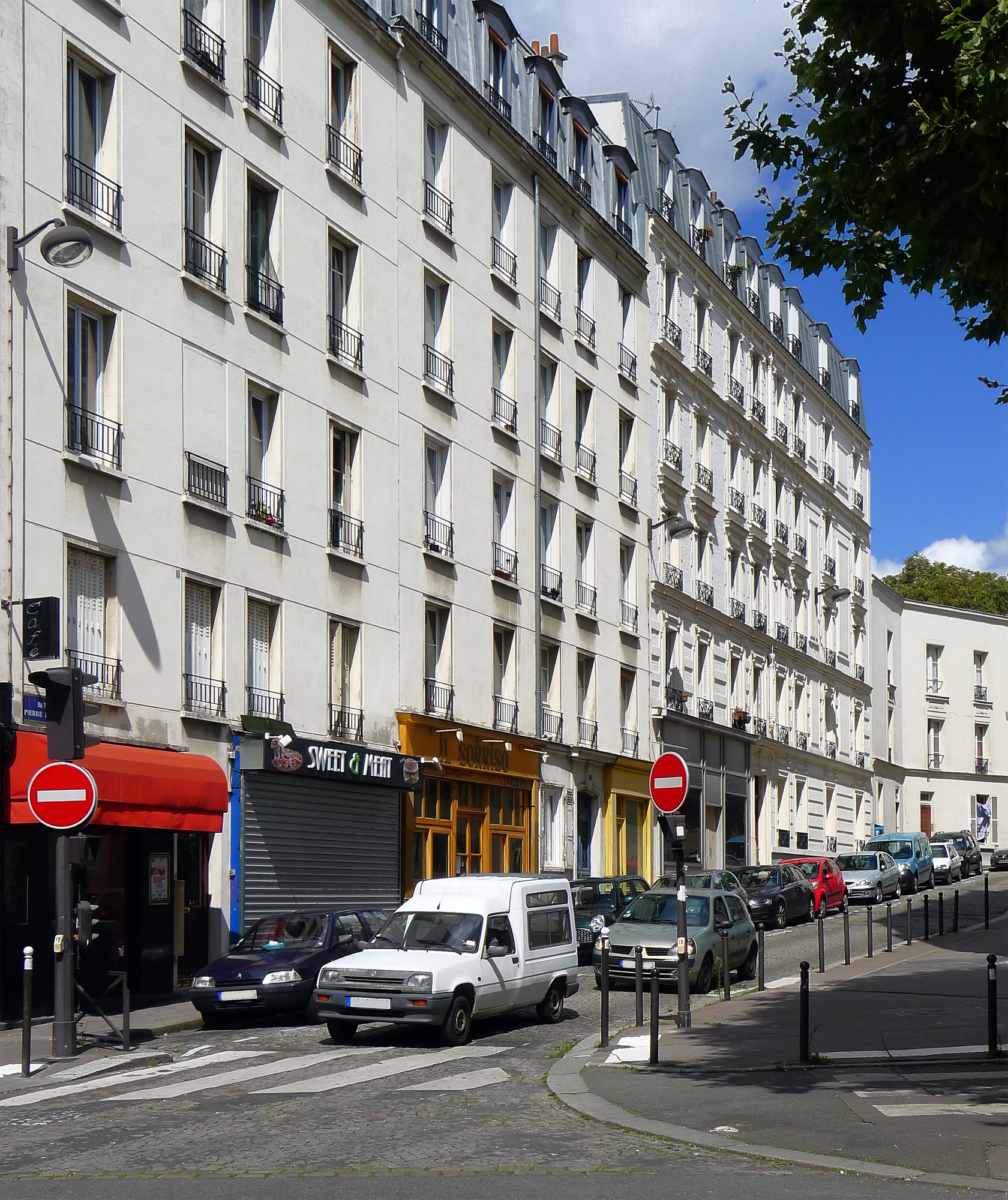
Vue depuis le boulevard de Charonne.
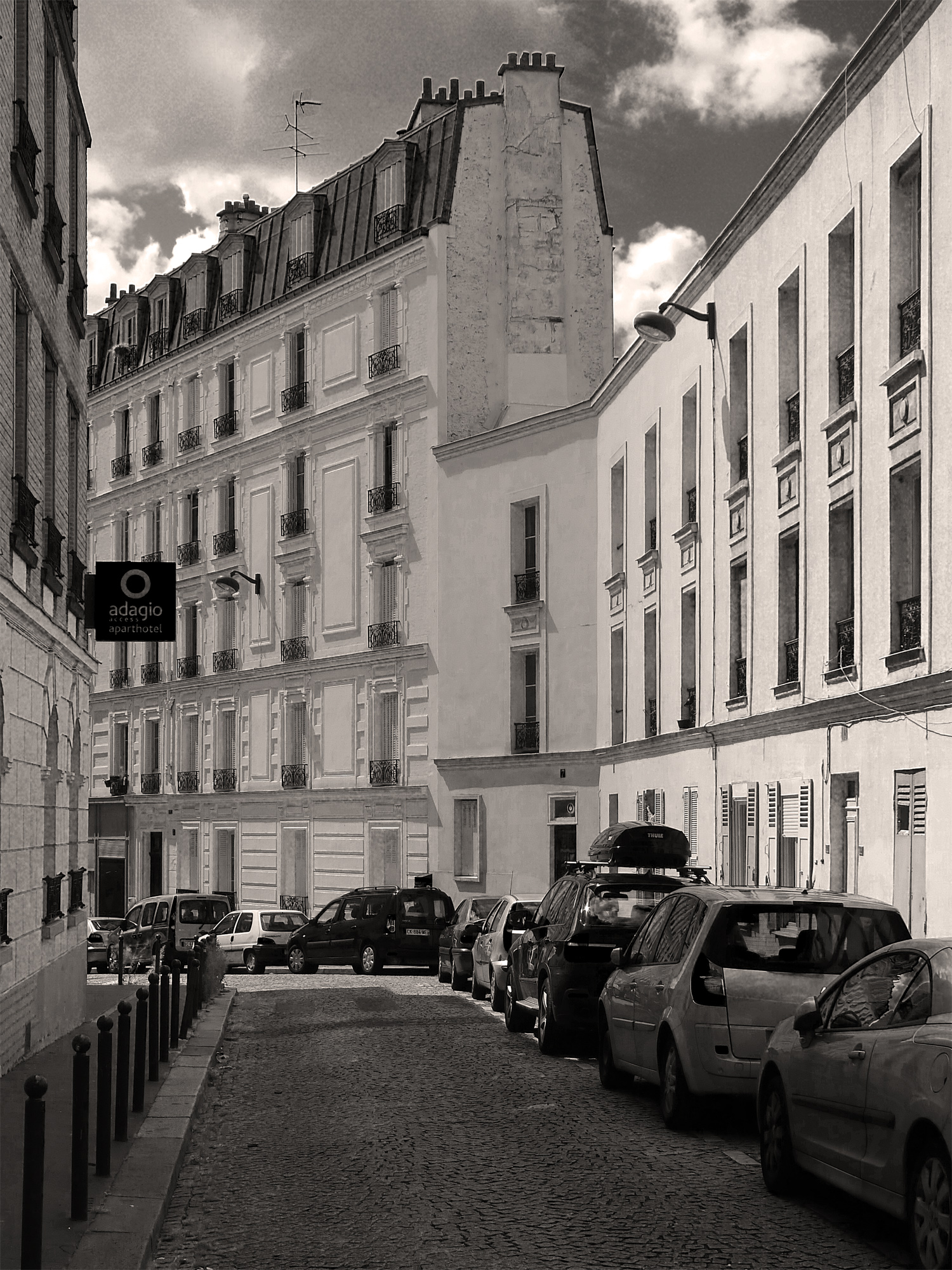
Vue depuis la rue du Repos.

## Origine du nom

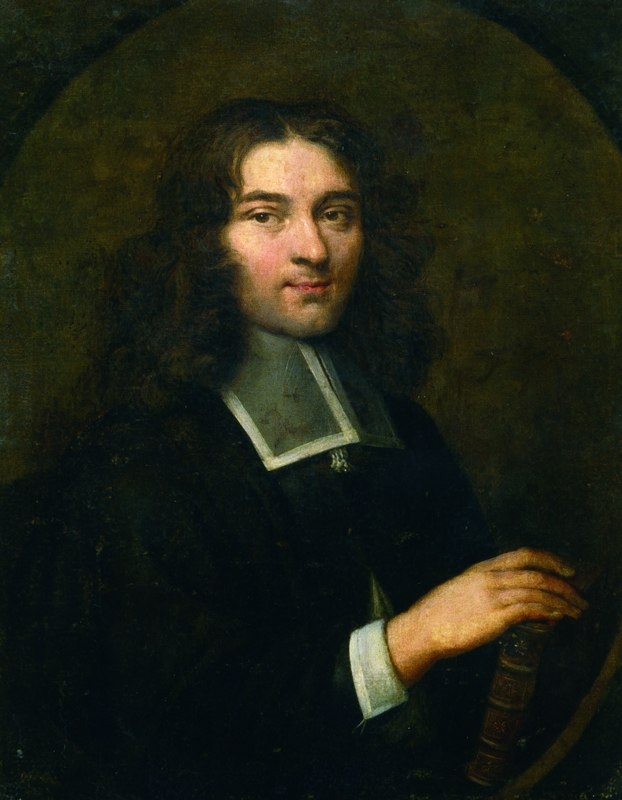
Pierre Bayle.

Elle porte le nom du philosophe français Pierre Bayle (1647-1706).

## Historique

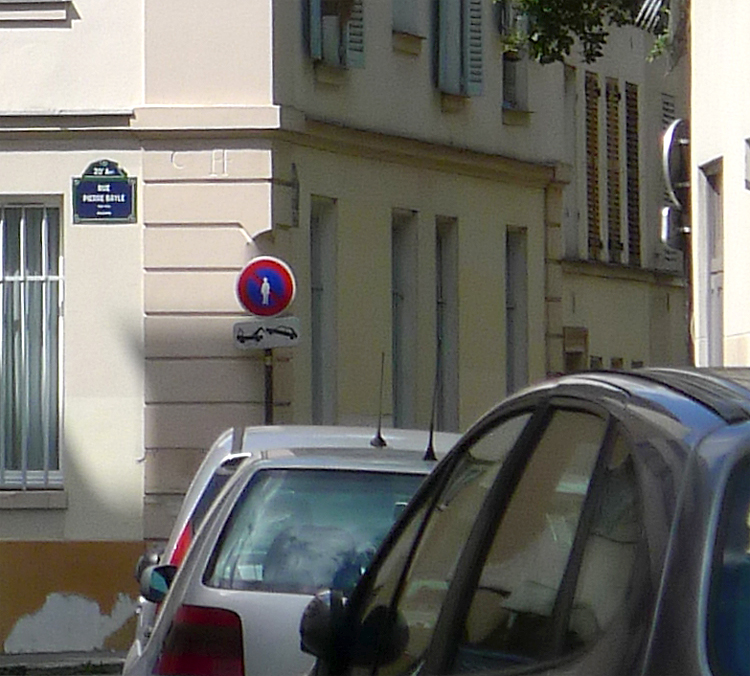
Maison d'angle avec inscription (Cte FF) correspondant au bornage de 1724.

Cette voie de l'ancienne commune de Charonne est indiquée sur le plan de Jouvin de Rochefort de 1672 sous les noms de « rue de l'Air » ou « rue de Lair ».
En 1731, elle est une partie de la rue des Rats-Popincourt ou rue des Rats, à cause de la quantité de rats qui pullulaient dans ce quartier. Elle est classée dans la voirie parisienne en vertu du décret du 23 mai 1863 et prend sa dénomination actuelle par un décret du 10 juin 1897.

## Bâtiments remarquables et lieux de mémoire
La maison située à l'angle de la rue du Repos, avec ses inscriptions CTE FF et CTE GG sur ses deux faces, matérialisait en 1724 (bornage de 1724) les limites de Paris au-delà desquelles il était interdit de bâtir.